# Josef Mužík (filozof)
Josef Mužík (24. září 1928 v Libkově v okrese Domažlice – 19. května 2001 v Praze) byl český marxista a vysokoškolský profesor filozofie.

## Život
Pocházel z rolnické rodiny. Po maturitě na Reálném gymnáziu Jindřicha Šimona Baara v Domažlicích studoval filozofii a psychologii na FF UK (PhDr. v roce 1952). Od roku 1959 pracoval v Ústavu marxismu-leninismu pro vysoké školy na UK a od roku 1970 v Ústavu marxismu-leninismu ÚV KSČ. V roce 1979 byl jmenován profesorem filozofie a od roku 1981 byl vedoucím katedry filozofie na FF UK. V roce 1986 dosáhl vědecké hodnosti doktor věd (DrSc.), a to na základě dizertace Filozofie, světový názor, společnost.
Kromě vědecké a pedagogické práce v oblasti filozofie byl organizačně činný i v širším vědeckém a stranickém životě. Pracoval aktivně v lektorské skupině filozofie ÚV KSČ, v Socialistické akademii, v Čs. filozofické společnosti při ČSAV, v kolegiu ČSAV pro filozofii a sociologii, v redakční radě Filozofického časopisu a v řadě dalších odborných vědeckých komisí.
K 60. narozeninám mu bylo uděleno vyznamenání Za zásluhy o výstavbu (1988)
V roce 1990 odešel předčasně do důchodu, neboť zastával názory odlišné od názorů „oficiálních“.

## Dílo
- Subjekt a objekt, 1964
- Světový názor a mladá generace, 1974
- Úvod do teorie světového názoru, 1984
- Filozofie – světový názor – společnost, 1986
- TUGARINOV, Vasilij. Příroda, civilizace, člověk (původním názvem: Природа, цивилизация, человек). Překlad : Jaroslav Jemelka; Doslov napsal prof. Josef Mužík. 1. vyd. Praha: Panorama (nakladatelství), 1981. (Pyramida). Kapitola "O světovém nazoru V. P. Tugarinova", s. 181–191.